# Witold Bałażak
Witold Mieczysław Bałażak (Radom; 15 de Novembro de 1964 —) é um político da Polónia. Ele foi eleito para a Sejm em 25 de Setembro de 2005 com 6420 votos em 17 no distrito de Radom, candidato pelas listas do partido Liga Polskich Rodzin.